# Noor (film, 2012)
Pour les articles homonymes, voir Noor.
Pour plus de détails, voir Fiche technique et Distribution.
Noor est un film écrit et réalisé par Çagla Zencirci et Guillaume Giovanetti sorti en 2012.
C'est un road movie retraçant la quête d'un jeune khusra (transgenre) pakistanais qui souhaite mener la vie d'un homme ordinaire. Il est projeté dans de nombreux festivals où il recueille des critiques positives.

## Synopsis
Noor est orphelin et pauvre. C'est aussi un adolescent fin et gracieux doué pour la danse, activité qu'il exerce pour subvenir aux besoins de sa famille. Il s'habille en femme puis se fait castrer et entre ainsi dans la communauté des khusras, transgenres pakistanais, tout à la fois craints et respectés, qui vivent en marge de la société.
Mais devenu adulte, il veut vivre en homme et épouser une femme. Il rompt avec les khusras et trouve un emploi de mécanicien. Cependant ce n'est pas si facile de transgresser les normes dans un monde où chaque communauté reste résolument étanche. À bord d'un camion somptueusement décoré, Noor entreprend alors un voyage émaillé de rencontres vers un « lac magique » où la légende prétend que les fées exauceront son souhait.

## Fiche technique
- Titre : Noor
- Réalisation : Çagla Zencirci et Guillaume Giovanetti
- Scénario : Çagla Zencirci et Guillaume Giovanetti
- Direction musicale : Abaji
- Photographie : Jacques Ballard
- Son : Alexandre Andrillon
- Montage : Michko Netchak, Tristan Meunier
- Production : Svetlana Novak, Cristine Asperti
- Société(s) de production : C’est au 4
- Langue originale : ourdou, punjabi
- Pays d'origine :  France,  Turquie,  Pakistan
- Format : couleur
- Genre : road movie, drame
- Durée : 78 minutes
- Date de sortie : 24 mai 2012 (Festival de Cannes 2012)

## Distribution
- Noor : Noor
- Uzma Ali : Uzma
- Baba Hussain : Ustad
- Gunga Sain : Gunga
- Mithu Sain : Mithu

## Accueil
Noor est largement projeté dans les festivals internationaux où il est parfois primé et généralement bien accueilli par les critiques.

### Festivals
Pour une liste plus complète des prix et sélections, voir l'article sur Noor sur le site de l’acid - Association du cinéma indépendant pour sa diffusion.
Prix
- MedFilm Festival 2012, Rome - Prix Spécial du Jury
- Chéries-Chéris 2013, Paris - Grand prix
- L'Ouvre-boîte (Festival international du film de Dieppe) 2012 - Grand prix

Sélections
- Festival international du film de Karlovy Vary 2012, République Tchèque
- Festival international du film de Busan 2012, Corée du Sud
- Festival du nouveau cinéma 2012, Montréal
- Festival international du film de Rio de Janeiro 2012
- Festival du film Nuits noires de Tallinn 2012
- Festival international du film de Marrakech 2012
- Festival international du film d'Inde 2012, Goa
- Festival de Cannes 2012, Programmation ACID

### Critique
Noor raconte fidèlement l'histoire de son interprète principal, également appelé Noor. Le film est très peu scénarisé, les réalisateurs préférant s'attacher à créer les conditions qui permettent aux interprètes, non professionnels, de s'exprimer,. Poétique, onirique, parfois contemplatif, Noor s'apparente à un conte où interviennent un « lac magique », des rencontres symboliques ou des fées, dans des décors d'une grande beauté rendue par une image d'une intense puissance visuelle. Cependant, le long métrage est également ancré dans la réalité du Pakistan dont il restitue la toute-puissance du patriarcat et l'étouffement généralisé dans des normes qui interdisent aux femmes de danser sous peine de passer pour des prostituées,. Cet art est ainsi réservé à des hommes efféminés, travestis ou transgenres, appartenant à la communauté des khusras. Dans ces conditions, la quête d'identité de Noor, son combat pour redevenir normal et accéder au bonheur ne peuvent qu'être longs et périlleux.